# 豊田車両センター
豊田車両センター（とよだしゃりょうセンター）は、東京都日野市東平山3丁目にある東日本旅客鉄道（JR東日本）の車両基地である。同社首都圏本部の管轄。下部組織として小金井市に武蔵小金井派出所（旧・武蔵小金井電車区）および立川市に立川派出所を持つ。

## 設備

### 本所
当車両基地は、中央本線（中央線快速）豊田駅西方に位置し、同駅を介して出入庫が行われる。中央緩行線の中野 - 三鷹間複々線延伸に伴う車両数の増大に対応して、新設した車両基地である。当車両基地の用地は、太平洋戦争中に国鉄が大井工場（現・東京総合車両センター）を疎開移転するために買収したが、実際には工場の移転は行われず、野球場、寄宿舎などとして使用していた場所である。

### 武蔵小金井派出所
中央快速線の輸送力増強に伴い、従来から使用してきた中野電車区・三鷹電車区（当時）だけでは収容力が不足することから、1955年（昭和30年）4月に三鷹電車区武蔵小金井派出として発足した。1957年（昭和32年）5月には電車区としての整備に着手し、1959年（昭和34年）9月1日に武蔵小金井電車区として発足した。
2004年（平成16年）3月に配置車両は豊田電車区に転属し、以降は車両無配置となった。武蔵小金井駅西側に所在し、同駅を介して出入庫を行う。
- 敷地面積：45,623 m2[1]
- 収容車両数：約200両

### 立川派出所
首都圏の各車両センターが配置している派出検査所の一つで立川駅に常駐している。主に同駅発着列車に対して、軽微な修繕や状態確認、近隣での人身事故時の車両確認等を行う。
同派出所は豊田車両センターの出先機関であるため、同センター所属の社員が業務を担当している。

## 歴史

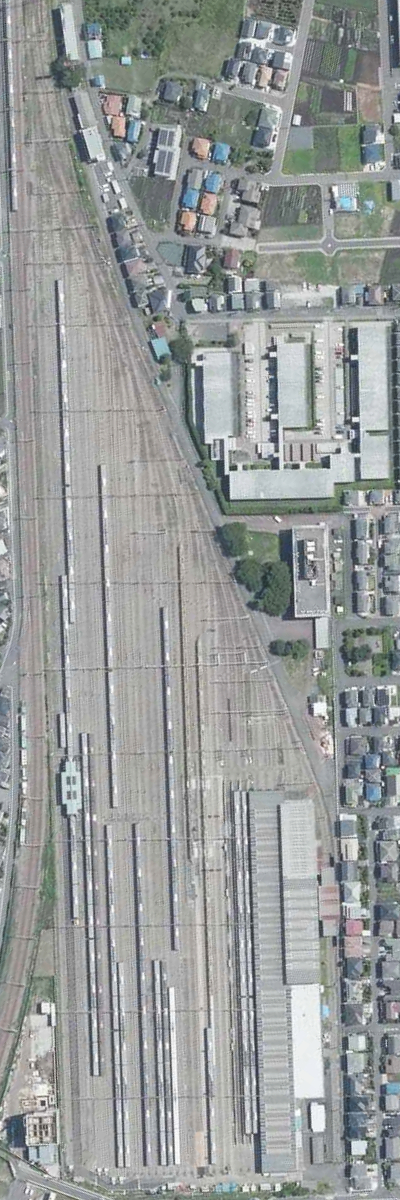
豊田車両センター周辺の空中写真（2019年8月撮影の写真）

- 1962年（昭和37年） - 電車区の建設工事に着手[2]。
- 1963年（昭和38年）11月24日 - 40両収容の豊田駅電留線として使用開始[2]。
- 1965年（昭和40年）10月1日 - 260両収容の武蔵小金井電車区豊田派出となる[2]。
- 1966年（昭和41年）11月10日 - 460両収容の豊田電車区が発足[2]。
  - 発足当時は東洋一の規模を誇った。主に中央線・青梅線・五日市線の車両を担当。後に武蔵野線、相模線の車両を担当。当時の略号は「東トタ」。
- 1969年（昭和44年）3月1日 - 東京鉄道管理局が分割されて東京西鉄道管理局が設置される。略号は「西トタ」。
- 1971年（昭和46年） 2月1日 - 青梅電車区の検修業務廃止に伴い、青梅線用車両が移管[2]。
- 1974年（昭和49年）12月ごろ - 橋本派出所が暫定完成。当時は4線しかなく、そのうちの1線は非電化だった。
- 1975年（昭和50年）3月10日 - ダイヤ改正とともに橋本派出所を正式に使用開始。
- 1979年（昭和54年）にかけて橋本派出所は徐々に線増され、11線となる。
- 1987年（昭和62年）4月1日 - 国鉄分割民営化に伴いJR東日本が継承。管轄が東京西鉄道管理局から東京圏運行本部→東京地域本社に継承。略号は「東トタ」。
- 1996年（平成8年）12月1日 - 横浜支社の発足に伴い、相模線の車両を国府津電車区（現・国府津車両センター）に、橋本派出所を大船電車区（現・鎌倉車両センター）に移管。
- 1998年（平成10年）4月1日 - 八王子支社発足に伴い同支社に移管。略号は「八トタ」。
- 2004年（平成16年）3月13日 - 武蔵野線の車両を京葉車両センターに移管。同時に武蔵小金井電車区所属の中央線快速用車両の移管を受け、中央線快速で唯一の車両基地となる。
- 2007年（平成19年）11月25日 - 豊田車両センターへ改称。運転士は豊田運輸区へ移管。併せて武蔵小金井電車区を豊田車両センター武蔵小金井派出所へ改称。

## 配置車両に記される略号
「都トタ」…東日本旅客鉄道首都圏本部を意味する「都」と、豊田を意味する「トタ」から構成される。武蔵小金井電車区は「西ムコ」→「東ムコ」→「八ムコ」であった。
豊田車両センターは過去に八王子支社の時代が有り、その際には八トタとされていた。
国鉄時代は「東トタ」 または東京三局時代の「西トタ」であった。

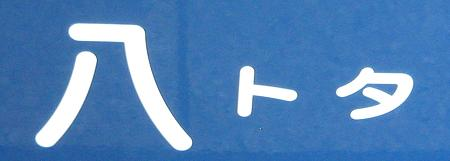
豊田車両センター 所属略号

## 配置車両
中央線快速・青梅線・五日市線用の通勤形電車が配置されている。
2025年6月28日現在の配置車両は以下の通り。
| 電車  | 気動車 | 機関車 | 客車 | 貨車 | 合計  |
| ----- | ------ | ------ | ---- | ---- | ----- |
| 815両 | 0両    | 0両    | 0両  | 0両  | 815両 |

E233系電車（814両）
- T編成43本（T1 - T42・T71編成）、H編成17本（H43 - H59編成）、青梅・五日市線用の4両編成8本（青460 - 青467編成）および6両編成10本（青660 - 青669編成）が配置されている。
- 中央線（東京-大月間）・青梅線・五日市線の各駅停車・快速・中央特快・青梅特快・通勤快速・通勤特快で運用されているほか、中央線の直通列車として富士急行線でも使用される。
- 201系の置き換え用として、2006年12月から2008年3月にかけて中央線快速用の10両編成（T編成）42本、6両+4両の分割可能編成（H編成）15本、青梅・五日市線用の4両編成10本および6両編成13本を導入した。4両編成と6両編成を連結する場合は6両編成が東京方に連結される。
- 同年3月15日のダイヤ改正に伴い同年4月1日付けで青658編成・青458編成がH58編成に編入。また青梅線運用削減による余剰が出たため2015年5月2日付けで青659編成・青459編成がH59編成に編入。
- 2006年12月26日より中央線快速で運用を開始し、その後、2007年3月18日のダイヤ改正で青梅線青梅以西と五日市線・八高線・富士急行線でも運用を開始した。
- 2017年2月に青670編成が原番号+8500（クハE232-528のみ+8000）の上、中原電車区へ転属している。
- 2020年6月12日付でT71編成が増備された。
- 2022年3月12日改正で八高線での運用が、2023年3月18日改正でH編成の青梅線青梅以西・五日市線での運用が終了した。

201系電車（1両）
- 1両（クハ201-1）が保留車として配置されている。
- 長らく塗装が剥げた状態であったが、2014年11月8日の「豊田車両センターまつり2014」開催時にお色直しされた。
- 2015年と2016年の「豊田車両センターまつり」でも公開された。
- また、2021年12月18日には発売型の撮影会が行われた[4]。2022年7月24日にも会員限定販売型の撮影会が行われた[5]。

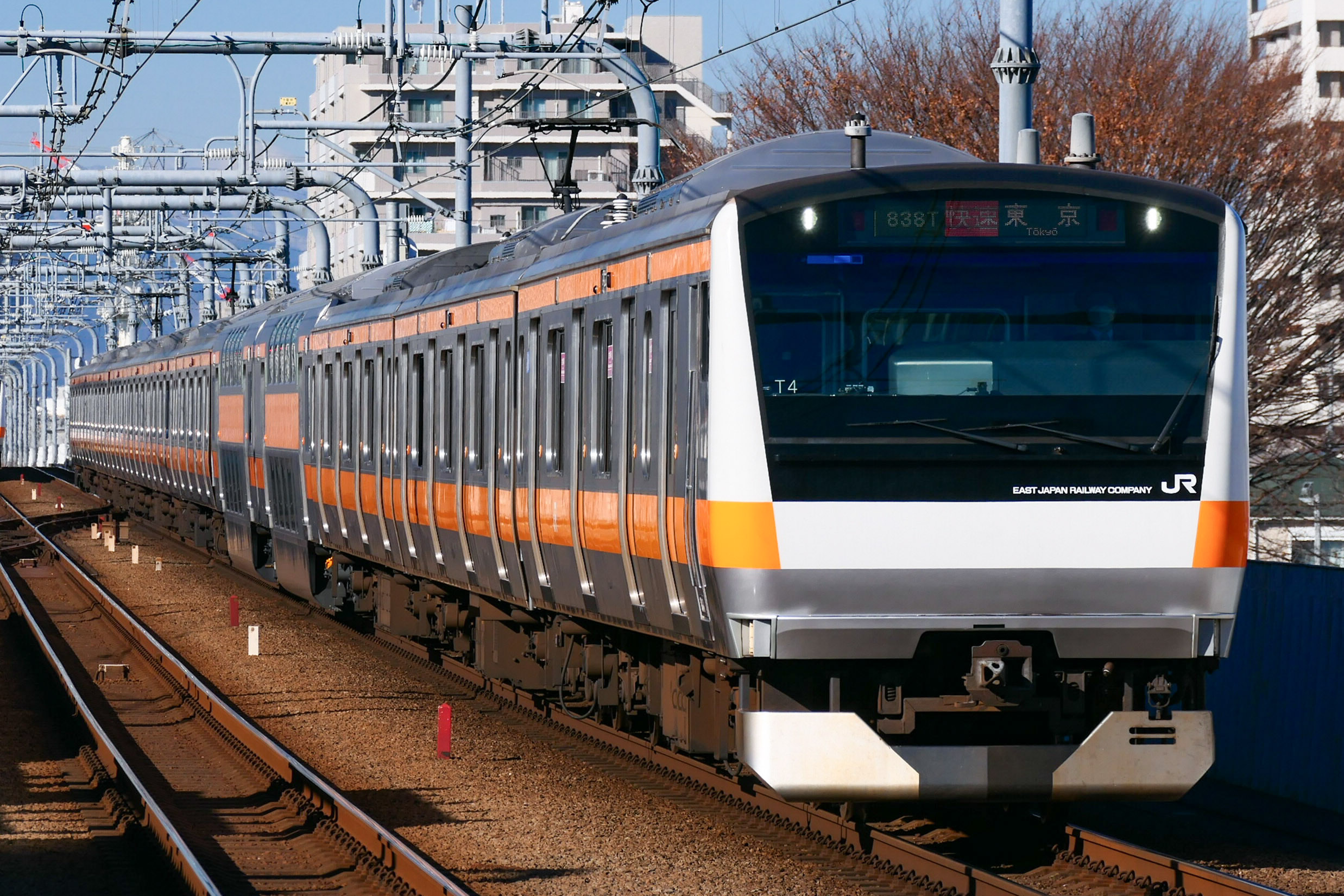
E233系0番台12両編成
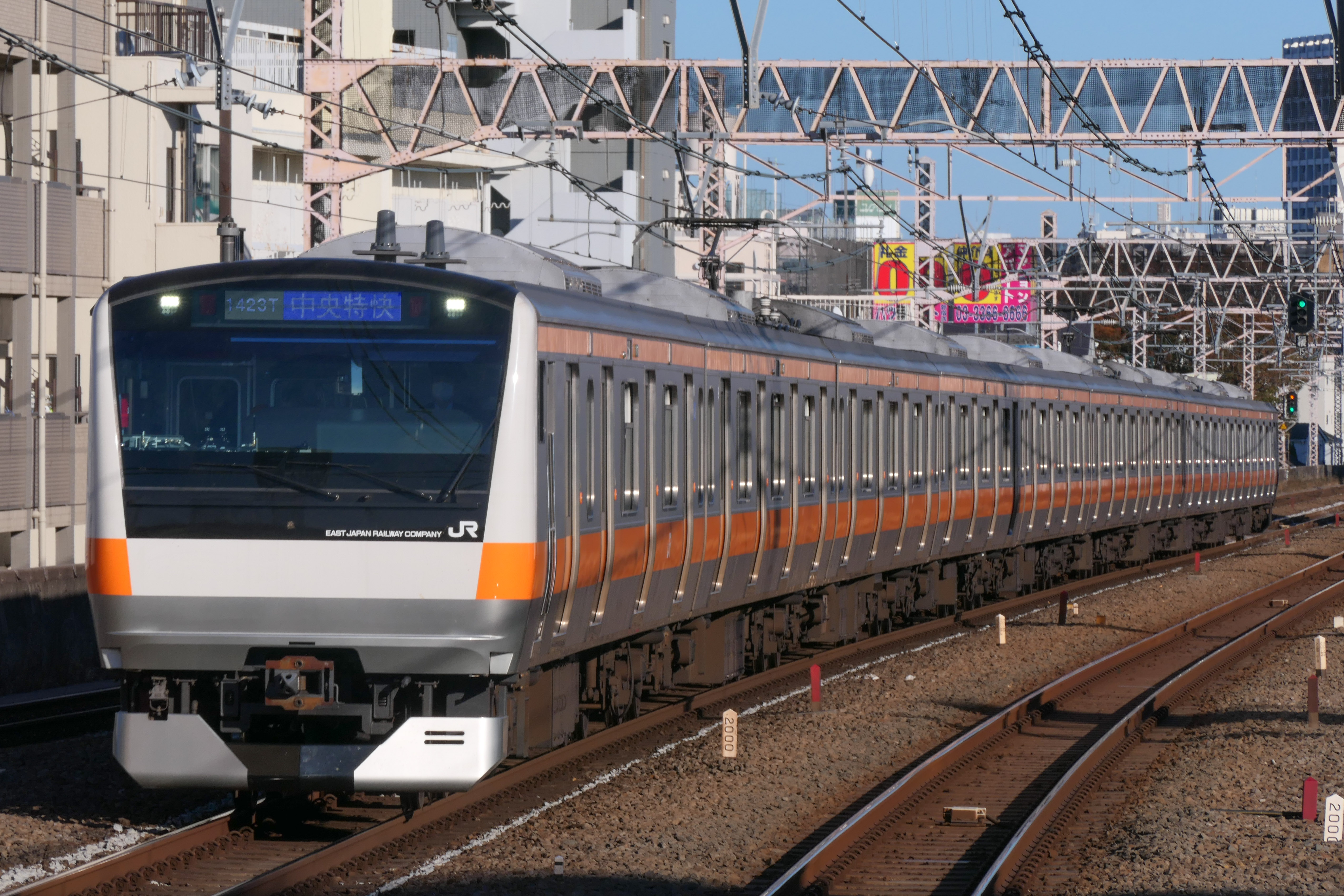
E233系0番台10両編成
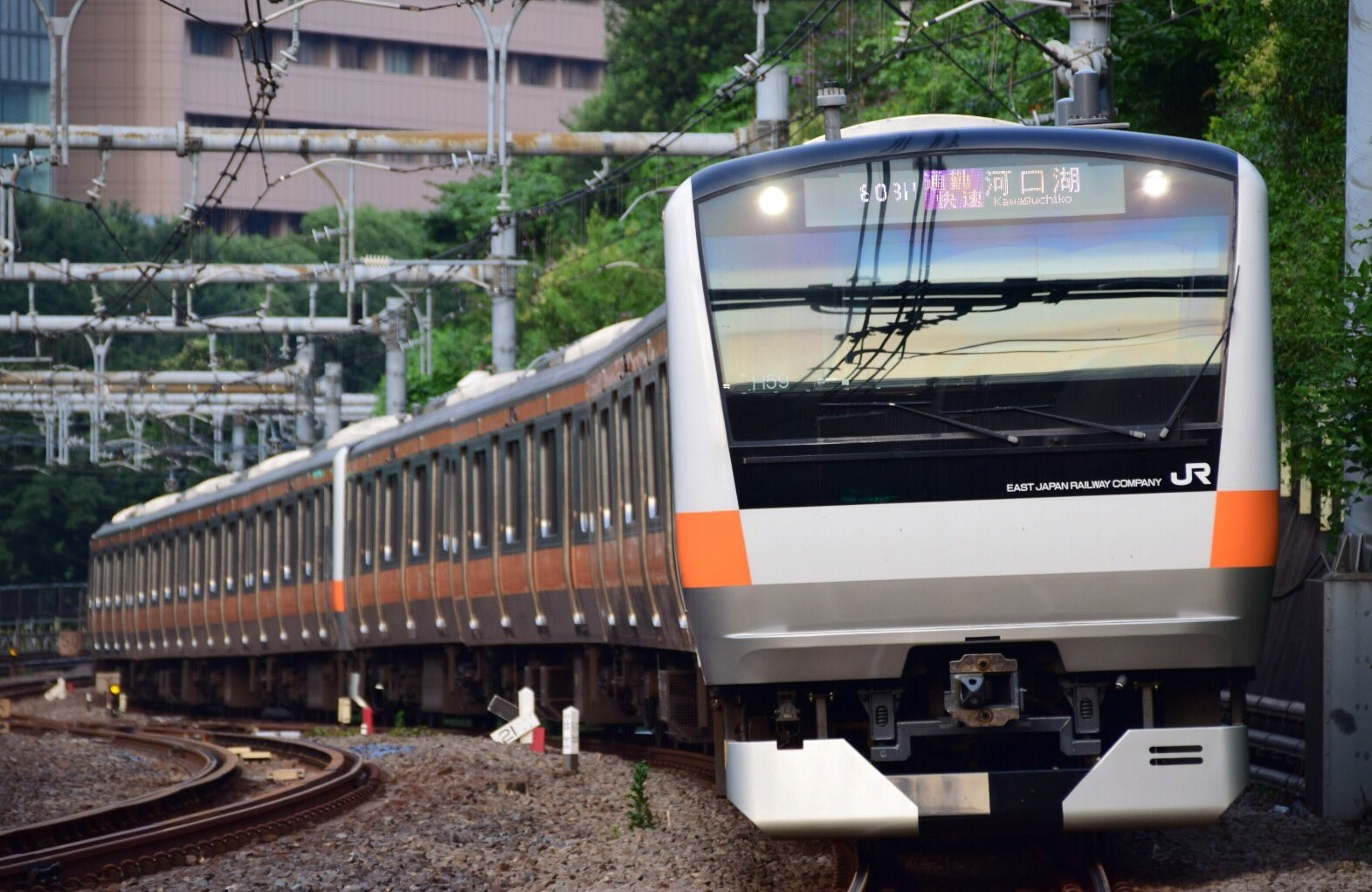
E233系0番台H編成
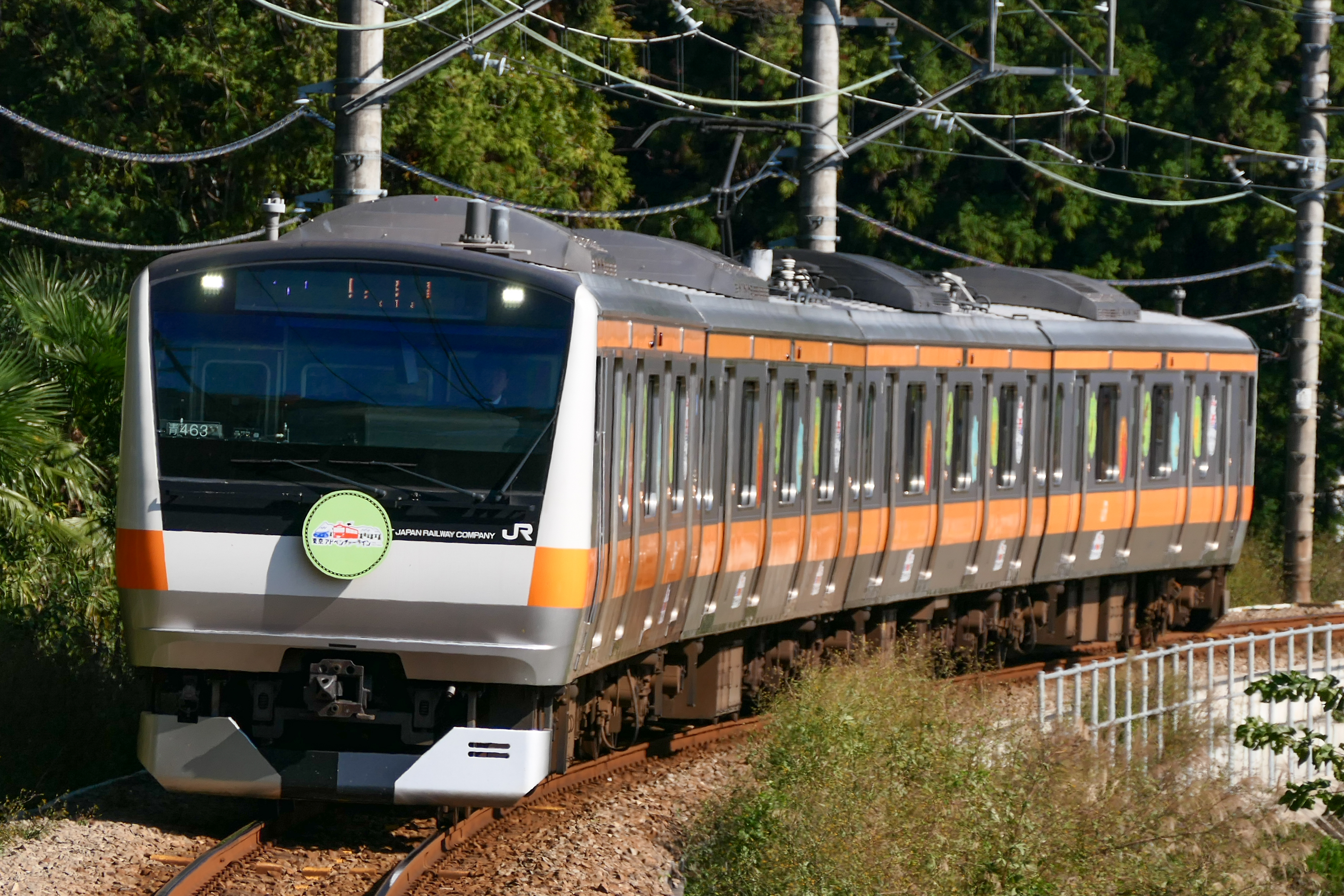
E233系0番台青編成
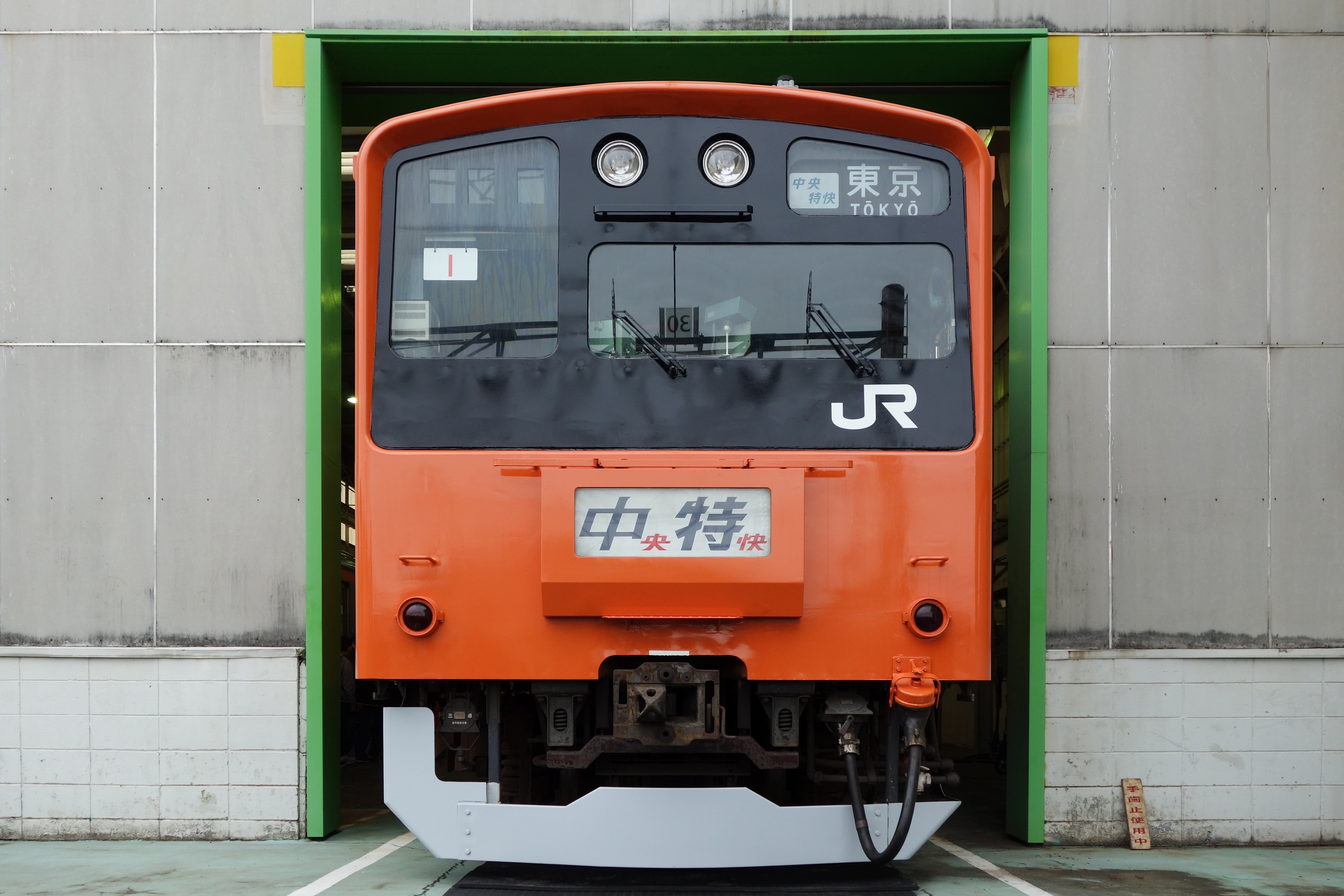
クハ201-1

### 過去の配置車両

#### 旧豊田電車区・豊田車両センター
中央線快速
- 101系（1985年3月14日国鉄ダイヤ改正で撤退）
- 103系（1983年3月までに営業運転から撤退）
- 201系（クハ201-1を除く）
  - 10両貫通編成および、6+4両分割編成は、中央線快速（東京 - 大月間）・青梅線・五日市線・八高線（拝島 - 高麗川間）・富士急行線の各駅停車・快速・中央特快・青梅特快・通勤快速・通勤特快で運用されていた。
  - 2006年12月よりE233系の導入が行われるに伴い直前の9月にT6編成が廃車となったのを皮切りに置き換えが進行、なお一部のT編成は編成番号が重複することから、編成番号は現番号に100を加算したものに改番されたが、当該編成は2008年1月までに全廃された。また、E233系の導入完了後は五日市線での定期運用はない。
  - 2007年3月18日のダイヤ改正で中央線快速の分割編成の組成を青梅線・五日市線専用運用の10両編成の組成に揃え、東京方を4両編成から6両編成に改めた。その際、分割可能なH編成のうち7編成のみを組み替え、残りのH編成はT編成に改番後、同年末までに全廃した。
  - なお、豊田電車区時代から配置されていた編成は、1995年から黄緑地白文字の編成札が装着されていた（かつての武蔵小金井電車区配置編成は白地赤文字）。
  - 2010年10月14日の1915T運用をもって定期運用を離脱、10月17日に最後まで残存したH7編成による『さよなら中央線201系（H7編成）ラストラン山梨 そして信州へ』が豊田〜松本間で運行され全ての運用が終了した[6]。
  - 引退後はクハ201-1の1両を除き全車が解体されている。
- 201系四季彩
  - 豊田車両センターに配置されていた訓練車4両編成1本を展望型に改造しW1編成として2001年8月4日より運用を開始した。2005年には新塗装へ変更。2009年6月28日に定期運用を終了、その後7月4日〜7月20日にかけてさよなら運転を行った後、7月23日に長野総合車両センターへ回送され、廃車となった。
- 209系
  - 1000番台の10両編成2本（編成番号81、82）が配置されていた。
  - 基本的に中央線で使用される（東京 - 高尾・宮ノ平間限定。理論上は高尾 - 大月間・青梅線立川 - 宮ノ平間にも乗り入れできるが、半自動ドアを持たないため通常時は乗り入れなかった）。
  - 当区の中央快速線用E233系（10両編成）へ2階建てグリーン車組込みと普通車へのトイレ取り付けが行うのに伴い、改造工事期間中の車両不足を補うために松戸車両センターで余剰となっていた常磐緩行線用の209系1000番台が当区へ転属した。
  - 転属に際しての改造は大宮総合車両センターで行われたが、編成番号は松戸車両センター時代と同じく81編成及び82編成となっている。
  - 2024年9月6日をもって運用を離脱し、長野総合車両センターへ配給の後81、82編成共に2025年4月7日付で全車廃車となり、配置が無くなった[7]。

青梅線・五日市線
- 30系
- 31系
- 40系
- 50系
- 72系
- 103系（2002年3月までに定期営業運転から撤退、同年4月にさよなら運転）
- 201系（四季彩以外の青梅線・五日市線用編成は2008年3月までに撤退）

武蔵野線（1973年（昭和48年）4月1日の武蔵野線開業に伴い、配置。101系を除き、103系と205系は2004年3月13日のダイヤ改正で、京葉電車区〈現・京葉車両センター〉に移管）
- 101系1000番台（1986年11月1日国鉄ダイヤ改正で撤退）
- 103系（転出直前は、8両編成×27本216両が所属[8]）
- 205系（先頭前面デザインが京葉線用と同タイプの8両編成×5本[注 1]と[9]、武蔵野線用103系の置き換えの為、武蔵野線用に8両編成化と5000番台化の転用改造を施工した8両編成×8本64両[注 2]計13本104両が転出前まで所属していた[10]）

相模線（1991年3月16日の相模線電化開業に伴い、配置。1996年12月1日の横浜支社発足に伴い、国府津電車区〈現・国府津車両センター〉に移管）
- 205系500番台

中央本線
- 115系
  - 2014年時点で3両編成12本（M1 - 12編成）、6両編成1本（M40編成）、訓練車の4両編成1本の計46両が配置されていた。塗装はいずれも「スカ色」。
    - 3両編成は3両または2本繋げた6両編成で中央本線立川 - 小淵沢間の普通列車で運用され、富士急行線への直通運用もあった。
    - M40編成は他の編成と異なり中央本線運用には投入されず、三鷹電車区の波動用169系の運用終了に伴う代替として武蔵野線快速「むさしの号」（2010年まで）や土休日には「ホリデー快速鎌倉」（2013年）などの波動輸送運用に使用された。

  - 2014年の1月及び7月に6両編成と訓練車編成が相次いで廃車となり[11]、残った3両編成も同年12月に長野総合車両センターの211系に運用が移管され[12]、2015年1月までに順次廃車となった。

- 189系（M50編成）
  - 松本運転所から転入した6両編成のM50編成が配置されていた。
  - 2001年にE257系が投入されるまでは特急「あずさ」・「かいじ」で使用されていた車両で、塗装は旧「あずさ色」。
  - 主に団体・臨時列車で運用されており、週末には新宿 - 河口湖間の「ホリデー快速富士山1・2号」でも運用された。
  - その他、運転日は少ないものの、新宿 - 河口湖間で上記の増発便となる「山梨富士3・4号」[注 3]・「富士山号」、塩山 - 長野間を中央本線・篠ノ井線・信越本線経由で結ぶ「甲信エクスプレス」で運用された。
  - 2016年11月13日からは青梅 - 小田原間で、「ホリデー快速湘南号」として運行されている。
  - 後述のM51・M52編成と合わせ使用されていたが、このM50編成は2018年1月25日に長野総合車両センターへの廃車回送を兼ねた臨時団体列車が最後の運用となり[13]、翌1月26日に廃車となった[14]。

- 189系（M51・52編成）
  - 2018年4月1日現在で6両編成（M51・52編成）2本が配置されていた。
  - 前述のM50編成と同様に、団体・臨時列車で使用された。
  - 2013年度に大宮総合車両センターから6両編成2本が転入し、それぞれM51・M52編成となった。塗装はM51編成は旧国鉄特急色、M52編成は2014年12月からグレードアップあずさ塗装となっていた。
  - M52編成は2018年4月22日の豊田 - 甲府間往復のツアーをもって、M51編成は4月27日の豊田発長野行をもって、それぞれ運用を終了、長野総合車両センターへ回送された[15]。
  - M52編成は2018年4月27日に、M51編成は翌4月28日に廃車となり、当センターから189系の配置が無くなった。

- 101系
- 201系
- 201系 四季彩
- 201系（左）・103系訓練車（中央）
- 209系1000番台
- 115系300番台
- 115系0番台 訓練車
- 189系M50編成
- 189系M51編成
- 189系M52編成

貨車
ホキ800形
- バラスト輸送・散布用ホッパ車。
- 初狩駅常備で中央線系統のバラスト散布に使用されていたが、2018年12月20日付で配置されていた8両全車が廃車となった。

事業用車
- クモヤ145形
  - 牽引車。
  - 撤退までクモヤ145-117の1両が配置されていた。2012年11月6日に長野総合車両センターへ回送され[16]、翌7日付けで廃車となった。

#### 旧武蔵小金井電車区
中央線快速

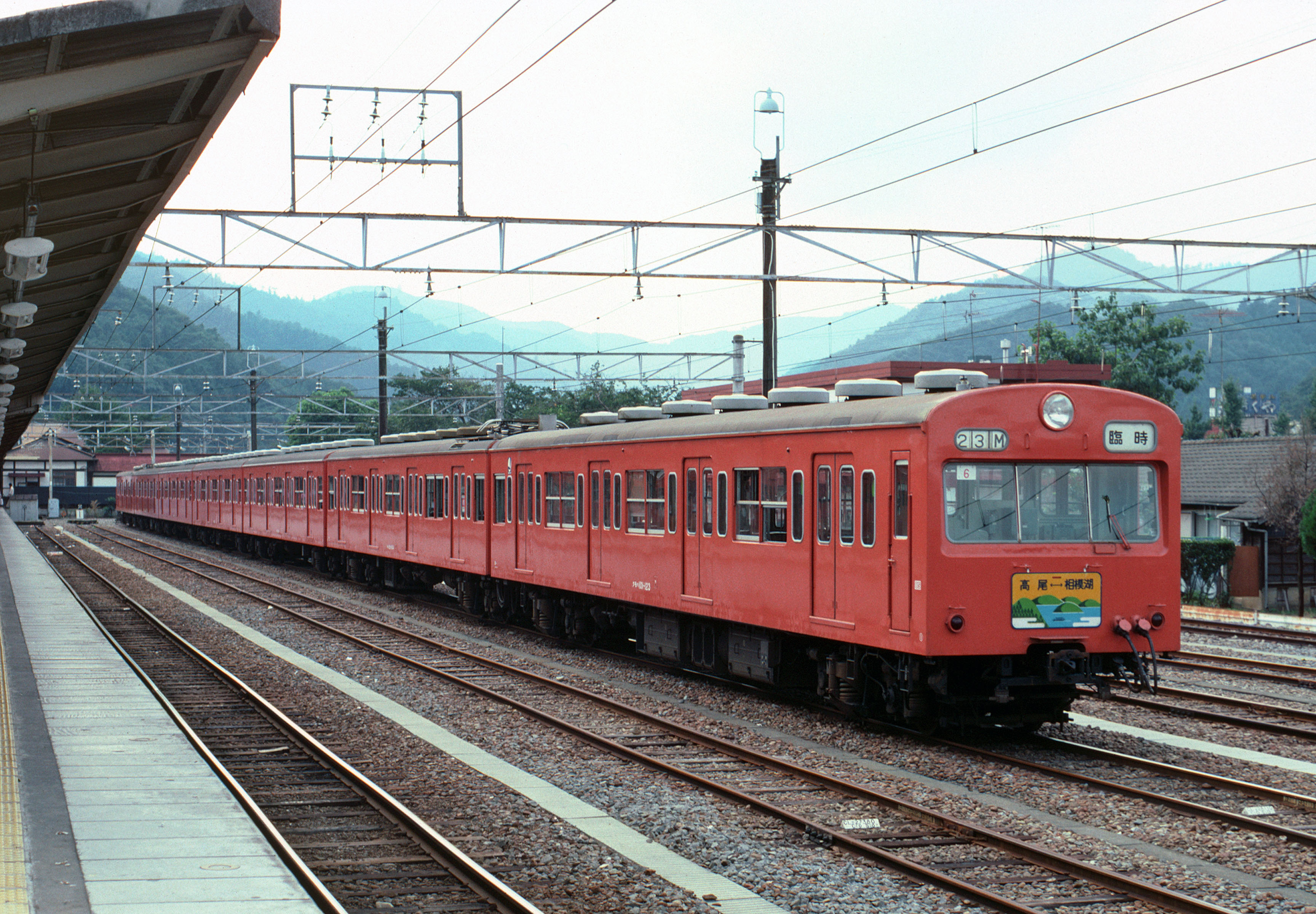
101系
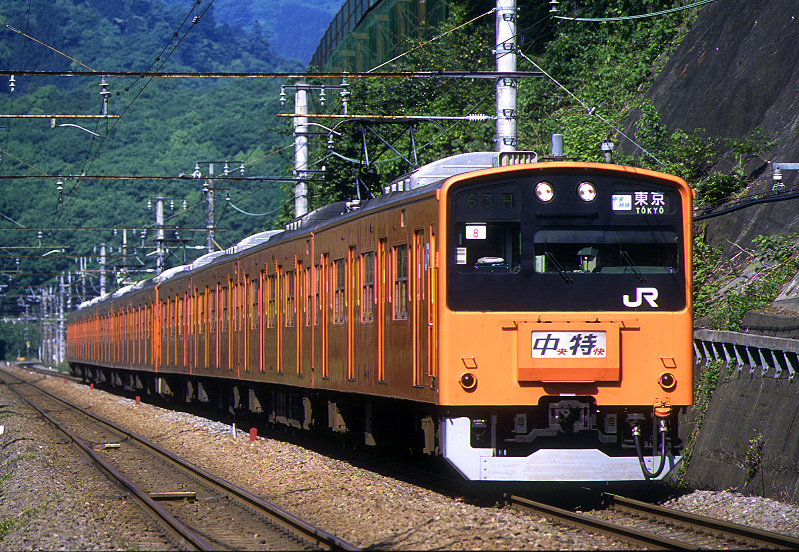
201系
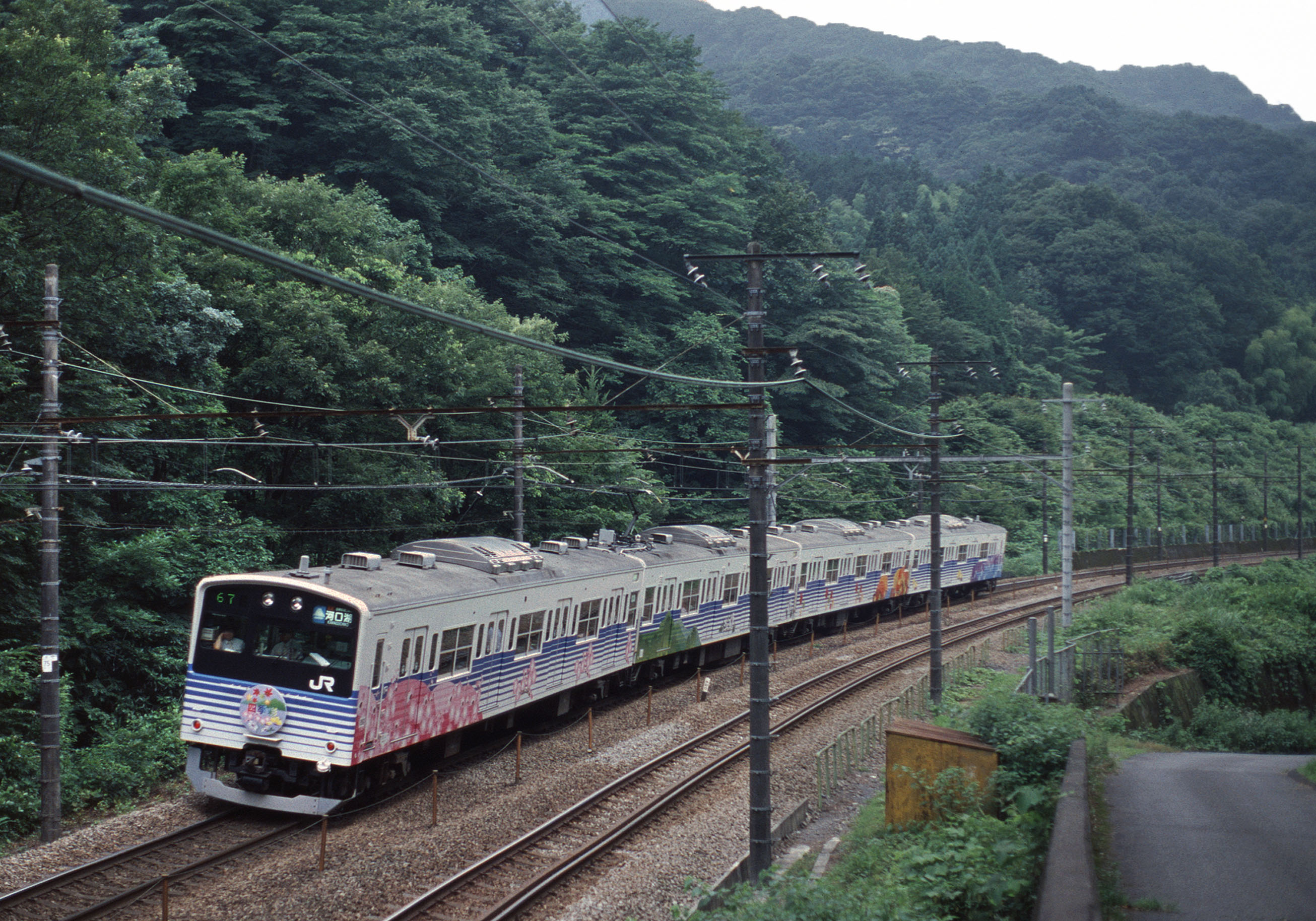
201系 四季彩
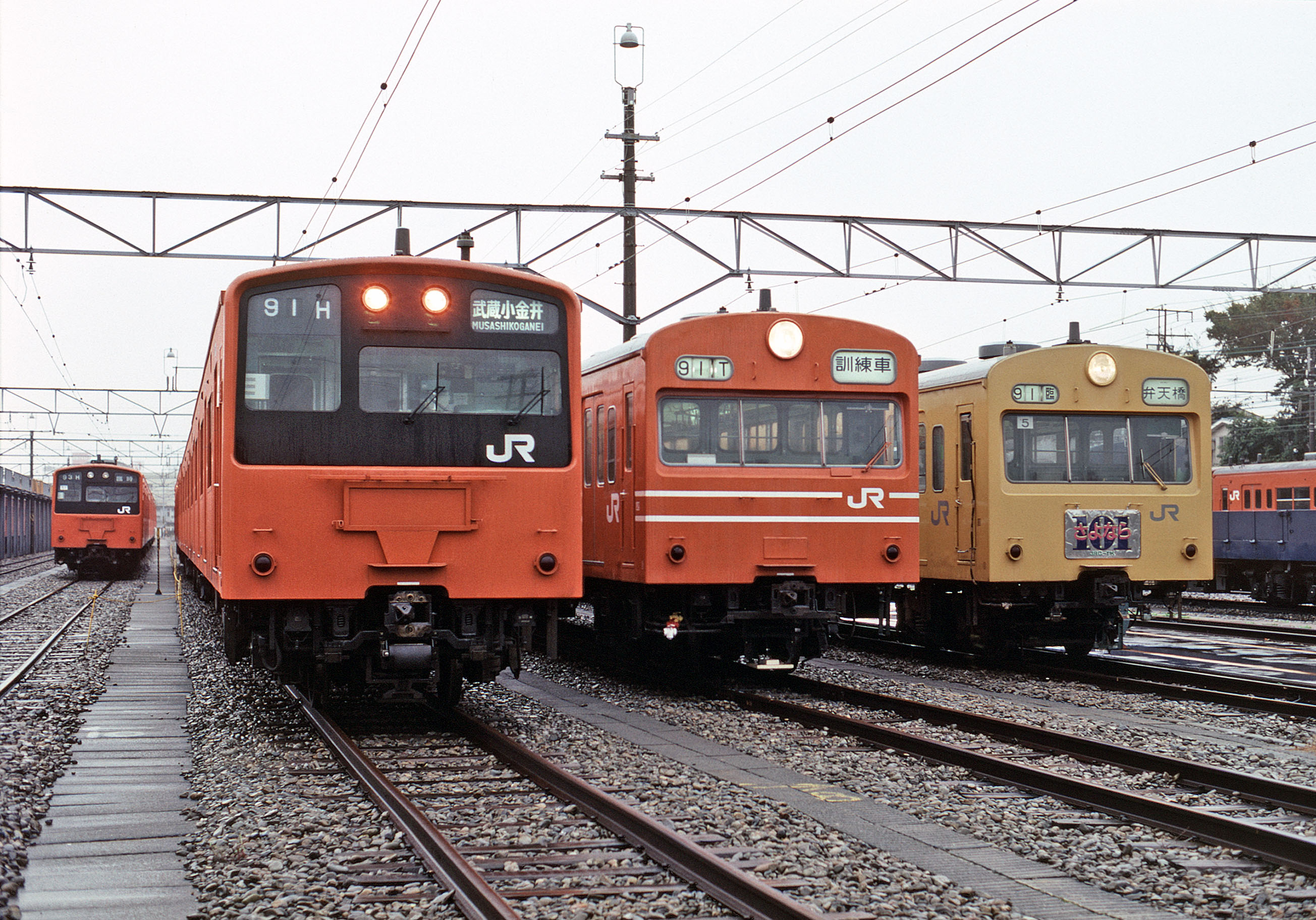
201系（左）・103系訓練車（中央）
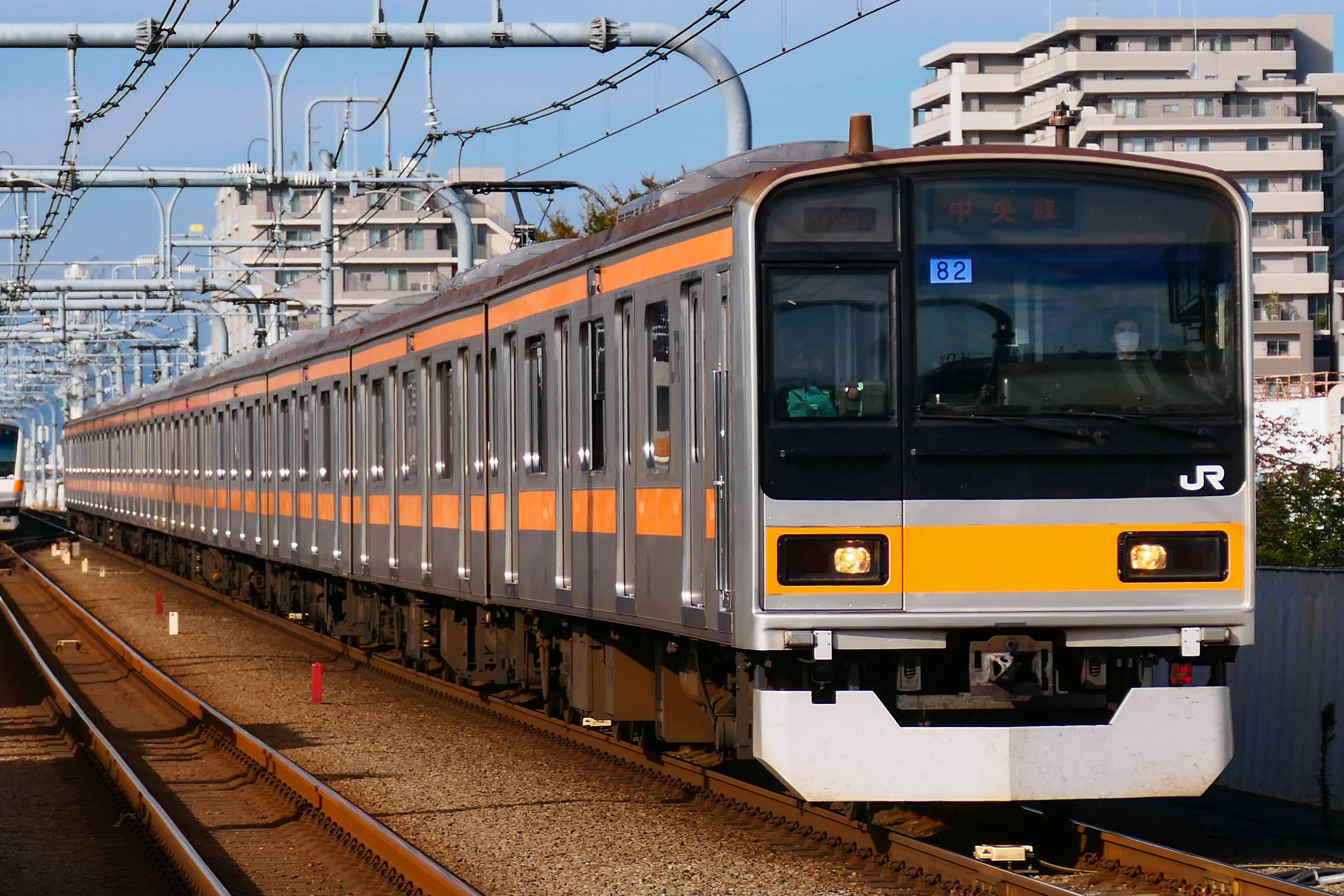
209系1000番台
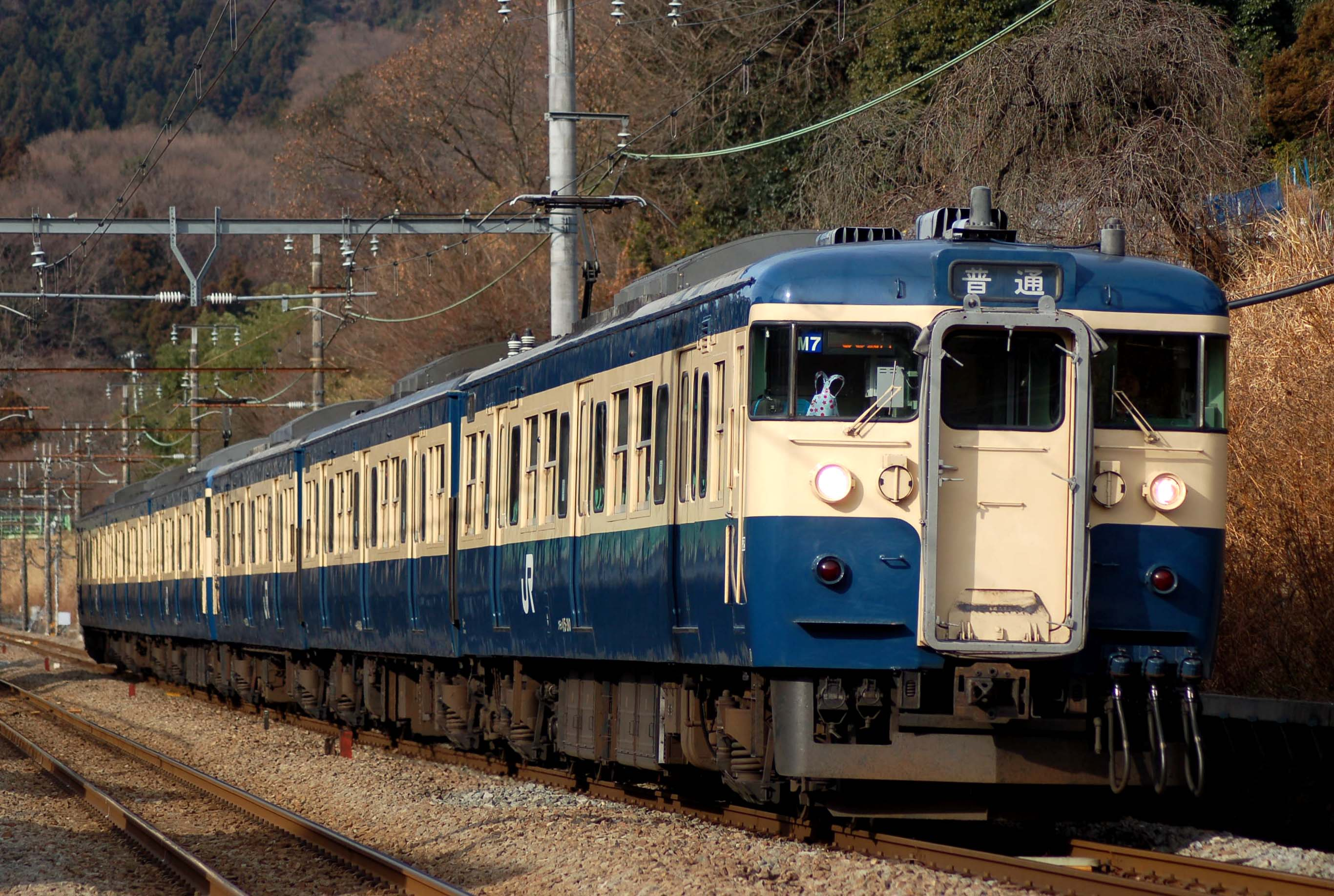
115系300番台
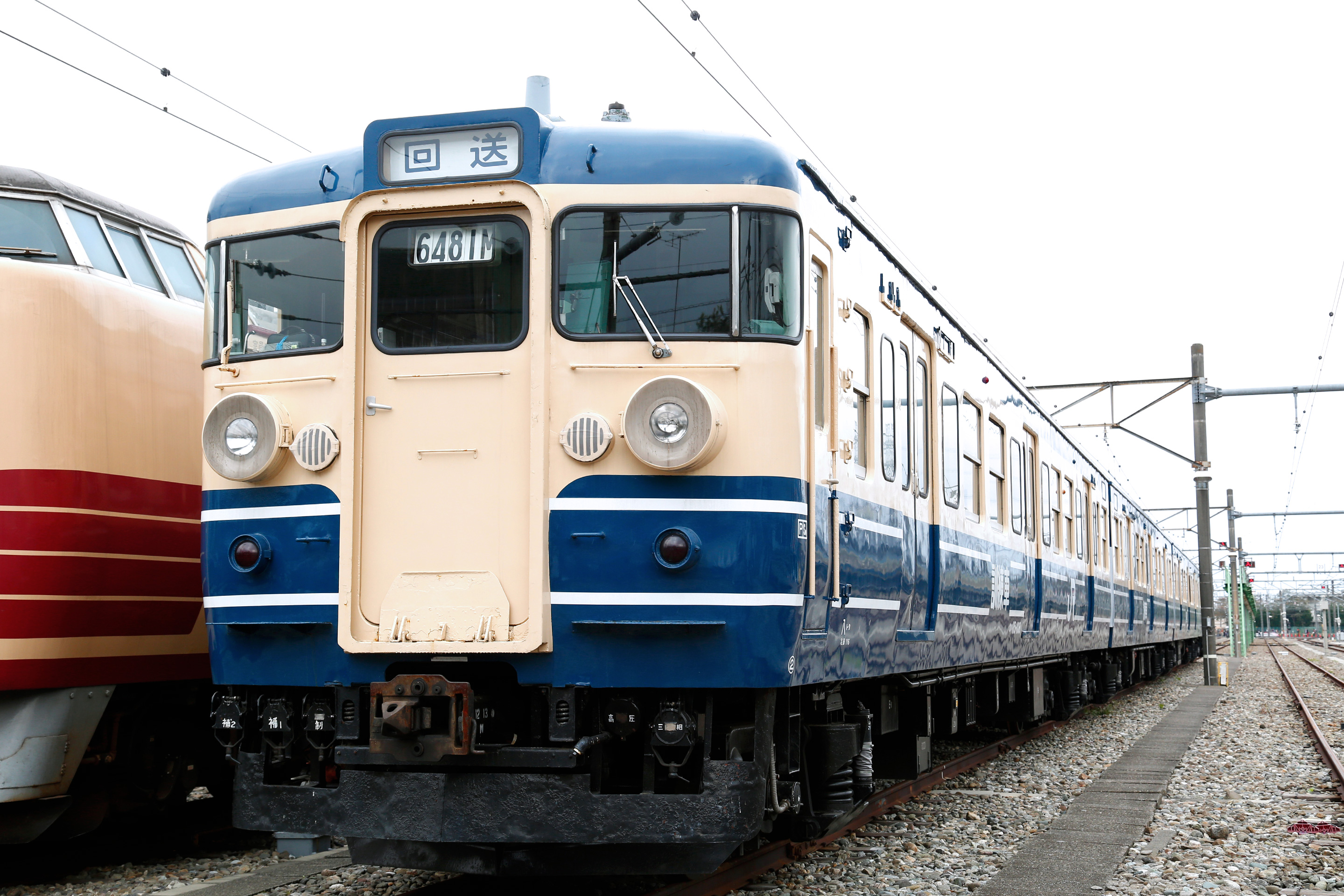
115系0番台 訓練車
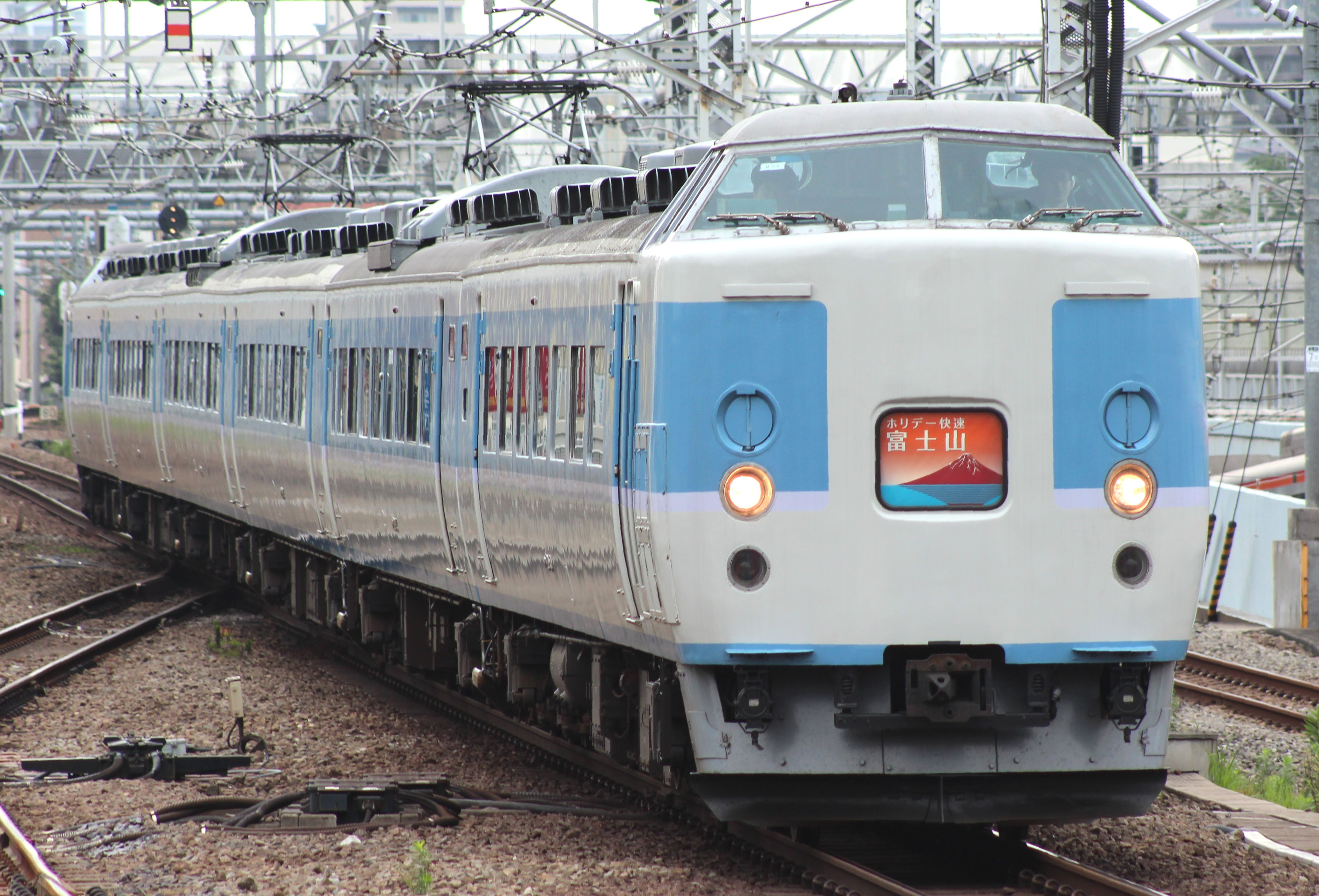
189系M50編成
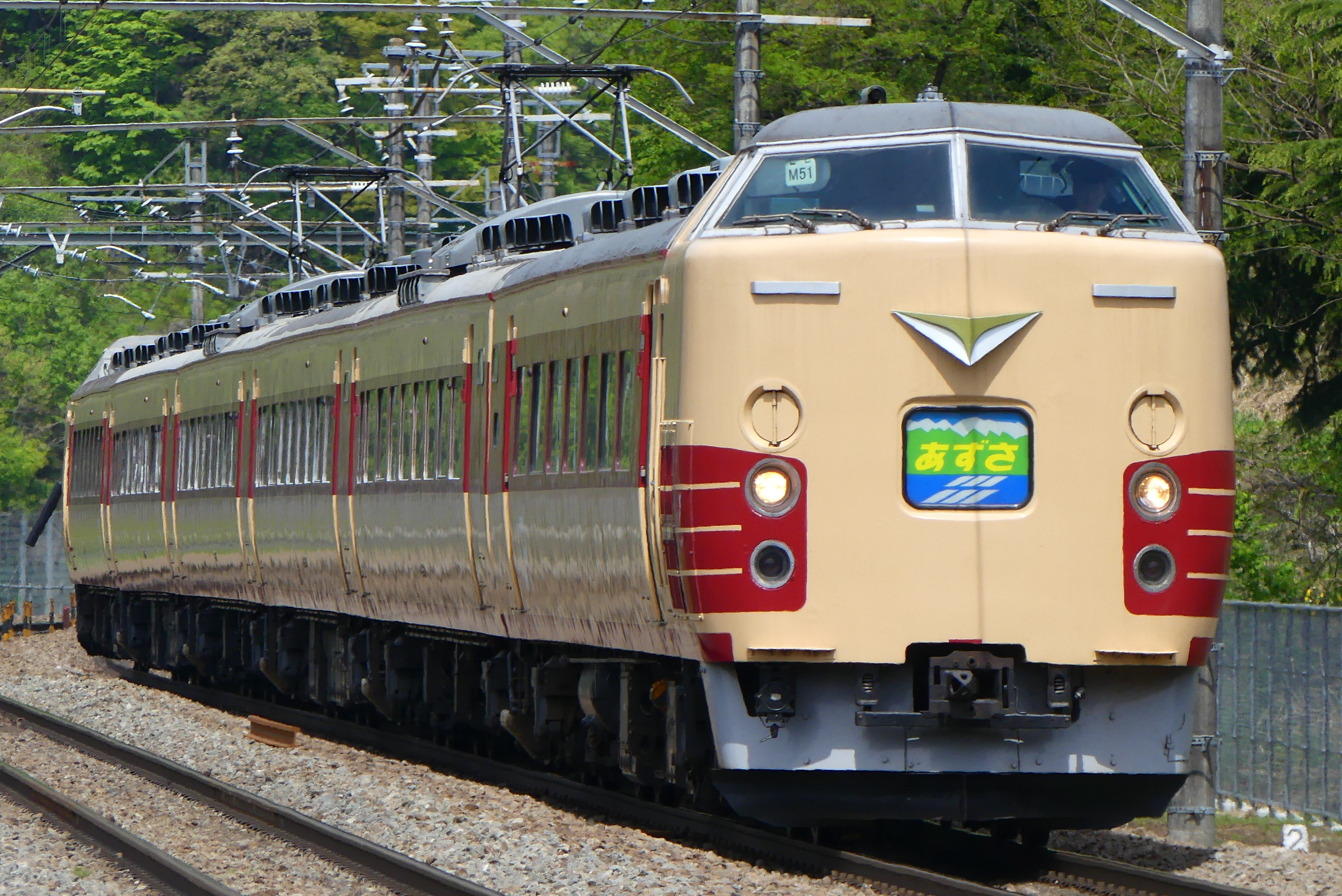
189系M51編成
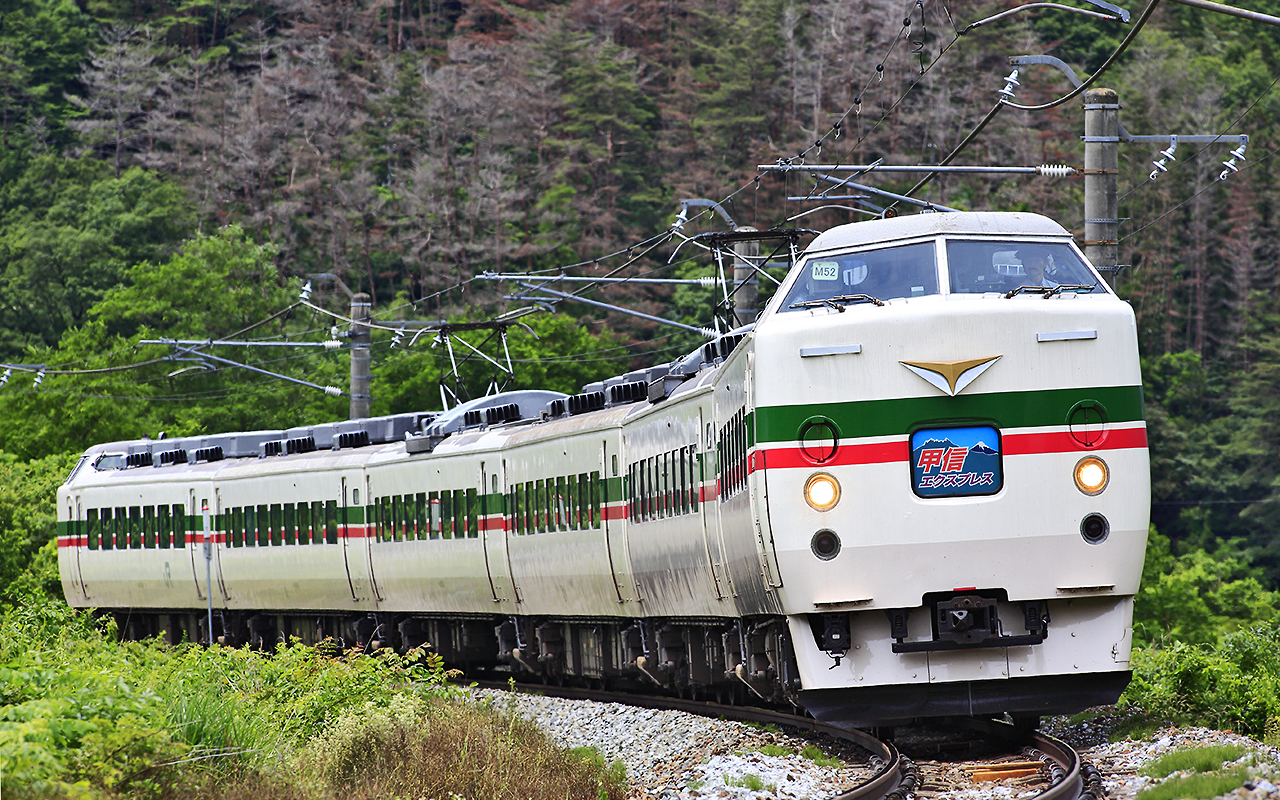
189系M52編成

下河原線
- クモハ40

## 他所属車の留置
- 京葉車両センター配置の武蔵野線209系・E231系や長野総合車両センター配置の211系（N編成）、松本車両センター配置のE353系が留置される時間帯がある。また、臨時列車や団体列車の運転に備えてそれ以外にも他所属車が留置されることが多い。
- かつては、幕張車両センター配置のE257系500番台が3本（NB-10 - 12編成）常駐し、主に富士急行線直通列車や波動輸送に使用されていた。